# Tarumowka (Dagestan)
Tarumowka (ros. Тарумовка) – wieś w Rosji, w Dagestanie, ośrodek administracyjny rejonu tarumowskiego. W 2010 liczyła 5372 mieszkańców.